# Reconstitution des plaques tectoniques
La reconstitution des plaques tectoniques ou reconstruction des plaques tectoniques est le procédé de reconstitution des positions antérieures des plaques tectoniques les unes par rapport aux autres ou par rapport à des référentiels donnés, tels que le champ magnétique terrestre ou des groupes de points chauds. Cette méthode aide à déterminer les contours et la constitution des anciens continents et supercontinents et sert de base aux reconstructions paléogéographiques.

## Définition des limites de plaques
Une partie importante de la reconstitution des plaques tectoniques consiste à définir les anciennes limites des zones de la lithosphère qui ont été actives à un moment donné.

### Limites des plaques actuelles
La plupart des limites actuelles des plaques sont facilement identifiables à partir du modèle de sismicité récente. Ceci est désormais étayé par l'utilisation de données géodésiques, telles que le GNSS, pour confirmer et mesurer le mouvement relatif des plaques entre elles.

### Limites des plaques passées
L’identification des limites des plaques passées (mais désormais inactives) au sein des plaques actuelles repose généralement sur la preuve d’un océan désormais fermé. La ligne où se trouvait l'océan est normalement marquée par la présence de morceaux de lithosphère océanique, agglomérés dans la zone de collision, et composées d'ophiolites. La ligne de jonction de deux plaques, formant une plus grande, est connue sous le nom de suture.
Dans de nombreuses ceintures orogéniques, la collision ne se produit pas seulement entre deux plaques, mais implique l'accrétion séquentielle de terranes plus petits. Ces terranes sont des fragments plus petits de la croûte continentale qui ont été pris dans le processus orogénique, tels que des microcontinents ou des arcs insulaires.

## Cadres de référence
Les mouvements des plaques, qu'ils soient observables aujourd'hui ou dans le passé, sont idéalement liés à un référentiel permettant le calcul d'autres mouvements de plaques. Une plaque centrale telle que la plaque africaine peut être liée aux mouvements des plaques adjacentes. En utilisant des reconstructions successives, des plaques supplémentaires peuvent être reconstruites par rapport à la plaque centrale. À son tour, la plaque de référence peut être reconstruite, avec les autres plaques, selon un autre cadre de référence, tel que le champ magnétique terrestre, déterminé à partir de mesures paléomagnétiques de roches d'âge connu. Bien qu'un référentiel global des points chauds ait été postulé (comme par exemple William Jason Morgan), il est maintenant établi que tous les points chauds ne sont pas nécessairement fixes dans leur position relative les uns par rapport aux autres, ni par rapport à l'axe de rotation de la Terre. Cependant, il existe des groupes de ces points chauds qui semblent être fixes selon les contraintes des données disponibles, au sein de mésoplaques particulières.

## Pôles d'Euler
Le mouvement d'un corps rigide, tel qu'une plaque, à la surface d'une sphère peut être décrit comme une rotation autour d'un axe fixe (par rapport au référentiel donné) appelé pôle eulérien. Le mouvement d'une plaque est entièrement défini par son pôle d'Euler et la vitesse angulaire de rotation autour de ce pôle. Les pôles d'Euler définis pour les mouvements actuels des plaques peuvent être utilisés pour reconstruire les positions des plaques dans un passé récent (quelques millions d'années). De nouveaux pôles eulériens doivent être définis pour des stades plus anciens de l’histoire de la Terre.

## Méthodes d'estimation des mouvements passés des plaques

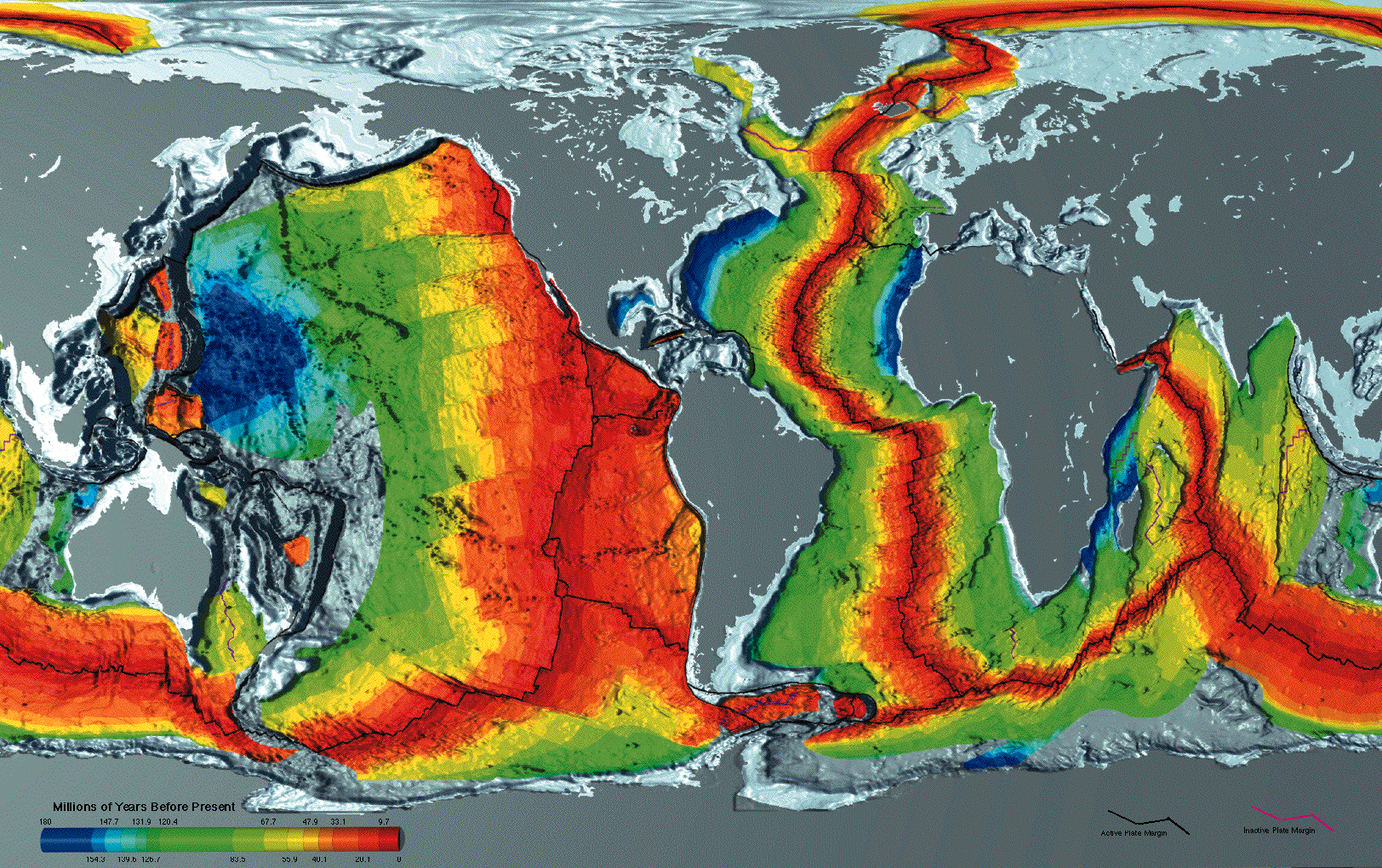
Âges de la lithosphère océanique

Afin de retrouver dans le temps les positions des plaques, il est nécessaire de fournir des informations sur les positions relatives ou absolues des plaques en cours de reconstruction, permettant ainsi le calcul d'un pôle d'Euler. Ces méthodes constituent des approches quantitatives de reconstruction.

### Correspondance géométrique des marges continentales
Certaines correspondances entre les marges continentales, notamment entre l'Amérique du Sud et l'Afrique, étaient connues bien avant que n'apparaissent une théorie capable de les expliquer. La reconstruction antérieure à l'apparition du rift de l'Atlantique faite par Bullard dans les années 1960, basée sur un ajustement des moindres carrés au contour de 500 brasses de profondeur, demeure aujourd'hui encore la meilleure correspondance avec les données des pôles paléomagnétiques des deux côtés du rift, du milieu du Paléozoïque au Trias supérieur.

### Bandes magnétiques sur les fonds océaniques
Les reconstructions des plaques dans le passé géologique récent reposent principalement sur le motif des bandes magnétiques de la croûte océanique afin d'éliminer les effets de l'expansion du fond marin. Les bandes individuelles sont datées par magnétostratigraphie, permettant ainsi de connaître leur époque de formation. Chaque bande (et son image miroir) représente une limite de plaque à un moment donné dans le passé, permettant ainsi de repositionner les deux plaques l'une par rapport à l'autre. La croûte océanique la plus ancienne date du Jurassique, fournissant ainsi une limite d'âge d'environ 175 millions d'années pour l'utilisation de telles données. Les reconstructions ainsi obtenues restent relatives.

### Paléomagnétisme

#### Données paléomagnétiques: méthodes
Les données paléomagnétiques sont obtenues au moyen de prélèvements d'échantillons orientés de roches et en mesurant leur rémanence magnétique en laboratoire. Des données exploitables peuvent être extraites de divers types de roches. Dans les roches magmatiques, les minéraux magnétiques cristallisent à partir du magma et lorsque la roche refroidit en dessous de sa température de Curie, elle acquiert une magnétisation thermorémanente (TRM) conservant l'axe du champ magnétique terrestre à ce moment-là. Pour les roches sédimentaires, les grains magnétiques alignent leurs moments magnétiques avec la direction du champ magnétique pendant ou peu après le dépôt en milieu liquide, créant ainsi une magnétisation rémanente détritique ou post-détritique (DRM). La difficulté récurrente liée à l'utilisation des sédiments clastiques pour définir les directions du champ magnétique du passé réside dans le fait que la direction du DRM peut également s'aligner avec le plan de stratification en raison du compactage des sédiments, entraînant une inclinaison magnétique finale moins prononcée que l'inclinaison lors du dépôt. L'erreur d'aplatissement de l'inclinaison peut néanmoins être estimée et corrigée à l'aide de simulations de dépôt, de mesures d'anisotropie magnétique et de l'utilisation de modèles théoriques pour la dispersion des directions paléomagnétiques. Les roches métamorphiques ne sont normalement pas utilisées pour les mesures paléomagnétiques en raison des complexités liées à l'acquisition de la rémanence, des incertitudes sur l'âge de la magnétisation et de la forte anisotropie magnétique.
Généralement une étude paléomagnétique consiste à recueillir un grand nombre d'échantillons de roches indépendantes et d'âge similaire à des endroits proches, en multipliant les échantillons de chaque unité afin d'estimer la marge d'erreur des mesures et d'évaluer dans quelle mesure l'ensemble des données paléomagnétiques obtenues reflète la variation géomagnétique séculaire (en). Des techniques de démagnétisation progressive sont mises à contribution pour discerner les composants de magnétisation secondaire (comme les surimpressions magnétiques qui auraient pu être induites dans la roche en raison d'altération chimique ou d'un réchauffement) et pour isoler la magnétisation primaire, qui enregistre la direction du champ magnétique au moment de la formation de la roche. Divers tests magnétiques et paléomagnétiques sont généralement réalisés sur les roches pour établir la nature primaire de l'aimantation rémanente isolée. Les directions paléomagnétiques récupérées sont utilisées pour calculer les pôles paléomagnétiques, fournissant ainsi des contraintes sur la position latitudinale du bloc crustal à partir duquel les échantillons de roche ont été prélevés, ainsi que sur son orientation d'origine par rapport aux méridiens.
Des données paléomagnétiques de bonne qualité sont recensées et disponibles dans la Base de données paléomagnétique mondiale (Global Paleomagnetic Database), accessible depuis le World Data Center A à Boulder dans le Colorado.

#### Pôles paléomagnétiques
Un pôle paléomagnétique est défini en prenant la direction moyenne de l'aimantation rémanente primaire des roches échantillonnées (exprimée sous forme de déclinaison magnétique terrestre et d'inclinaison moyennes) et en calculant la position d'un pôle géomagnétique pour le champ d'un dipôle magnétique géocentrique qui produirait la direction moyenne observée au lieu d'échantillonnage dans ses coordonnées géographiques actuelles. Une approche alternative pour déterminer les pôles paléomagnétiques implique le calcul d'un pôle géomagnétique virtuel (Virtual Geomagnetic Pole ou VGP) pour chaque échantillon, suivi de l'estimation de la position moyenne de l'ensemble de ces pôles. Les statistiques de Fisher appliquées sur une sphère sont couramment utilisées pour obtenir la direction moyenne de l'aimantation ou la localisation moyenne du VGP, ainsi que pour estimer leurs incertitudes. Bien que les deux approches soient employées dans les études paléomagnétiques, il a été reconnu que la moyenne des directions plutôt que des vecteurs de rémanence complets peut entraîner des estimations biaisées de la direction moyenne du champ paléomagnétique. Actuellement, la technique privilégiée pour calculer les pôles paléomagnétiques consiste à faire la moyenne des VGP.

#### Applications aux reconstructions paléogéographiques

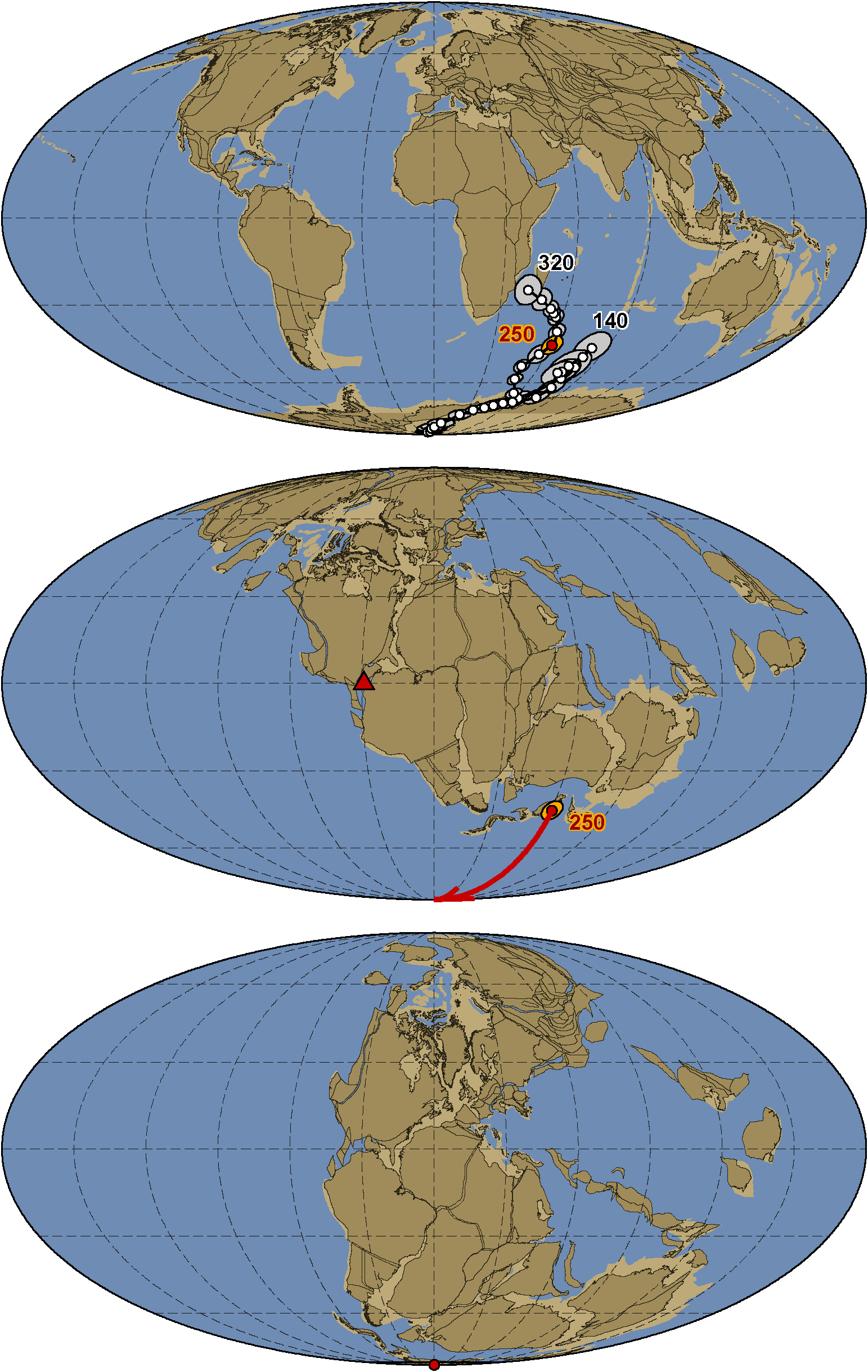
Reconstruction paléogéographique du supercontinent de la Pangée à la limite Permo-Trias (250 Ma). Panneau supérieur : APWP synthétique pour l’Afrique (les pôles paléomagnétiques sud sont représentés avec leurs ovales d’incertitude à 95 %). Le point rouge met en évidence le pôle paléomagnétique de 250 Ma. Les données APWP proviennent de Torsvik et al. (2012)'. Panneau du milieu : tous les continents sont assemblés dans la configuration de la Pangée à 250 Ma en utilisant les estimations de leurs mouvements relatifs, l'Afrique étant maintenue fixe dans sa position actuelle. Le triangle rouge montre la position du pôle d'Euler et la flèche rouge indique la rotation qui reconstruirait le pôle paléomagnétique vers le pôle géographique sud. Panneau inférieur : La rotation d'Euler a été appliquée à la Pangée, qui est maintenant reconstruite paléogéographiquement. La longitude est fixée arbitrairement pour minimiser le mouvement longitudinal de l'Afrique depuis 250 Ma.

Des études paléomagnétiques de laves du Pliocène (5,33 Ma à 2,58) au Quaternaire (2,58 Ma à nos jours), indiquent que lorsque la moyenne du champ géomagnétique est calculée sur des périodes suffisamment longues — de l'ordre de dizaines de milliers d'années à des millions d'années — pour échantillonner pleinement la variation séculaire géomagnétique, le champ en moyenne dans le temps peut être évalué de manière précise par le champ d'un dipôle axial géocentrique (DAG), c'est-à-dire un dipôle magnétique placé au centre de la Terre et aligné avec l'axe de rotation de la Terre,. En conséquence, si un ensemble de données paléomagnétiques a échantillonné une période suffisamment longue pour faire la moyenne de la variation séculaire, le pôle paléomagnétique qui en dérive peut être interprété comme une estimation de l'emplacement du pôle géographique par rapport aux endroits d'échantillonnage actuels.
La différence entre le pôle paléomagnétique et le pôle géographique actuel indique la position géographique passée du bloc crustal où les échantillons rocheux ont été formés, incluant sa latitude (paléolatitude) et son orientation originale. En supposant que la direction moyenne du champ paléomagnétique corresponde à celle d'un DAG, la paléolatitude du site d'échantillonnage (λ) peut être calculée à partir de l'inclinaison (I) de la direction moyenne à l'aide d'une formule simple : 
{\displaystyle \tan(\lambda )={\frac {1}{2}}\cdot \tan(I)}
La déclinaison moyenne (D) indique la direction et l'amplitude de la rotation autour d'un axe vertical traversant la zone d'échantillonnage, nécessaire pour restaurer son orientation d'origine par rapport aux méridiens. La paléolatitude de tout emplacement spécifique appartenant au même bloc crustal peut être calculée en soustrayant 90° de la distance angulaire entre cet emplacement et le pôle paléomagnétique, tandis que la rotation de l'axe vertical local peut être estimée en calculant la déclinaison prévue à partir de la position du pôle. De la sorte, un pôle paléomagnétique permet de définir à la fois la position paléolatitudinale et l'orientation de l'ensemble du bloc tectonique à un moment précis du passé. Cependant, étant donné que le champ d'un DAG est symétrique en azimut par rapport à l'axe de rotation de la Terre, le pôle ne donne pas d'indices pour la longitude absolue. En termes de directions paléomagnétiques, le champ du DAG présente les mêmes valeurs d'inclinaison et de déclinaison le long d'une ligne de latitude constante à toutes les longitudes, ce qui signifie que toute longitude imaginable serait tout aussi valable pour la reconstitution d'un élément tectonique si sa position paléogéographique est limitée aux seules données paléomagnétiques.
Étant donné qu'un pôle paléomagnétique tend à se rapprocher de la position du pôle géographique par rapport au continent ou au terrane à partir duquel il a été déterminé, la paléolatitude et l'orientation peuvent être restaurées en trouvant une rotation (pôle d'Euler et angle de rotation) qui aligne le pôle paléomagnétique avec le pôle géographique, puis en appliquant cette rotation au continent ou au terrane. De cette manière, le bloc crustal et son pôle paléomagnétique sont reconstruits selon la même rotation d'Euler, de sorte qu'ils restent immobiles l'un par rapport à l'autre : le pôle paléomagnétique est aligné avec le pôle géographique, et le bloc crustal est correctement repositionné en termes de latitude et d'orientation par rapport au pôle géographique. Étant donné qu'une rotation supplémentaire autour du pôle géographique ne modifie que la longitude du bloc, sans affecter sa latitude ni son orientation par rapport aux lignes de longitude, la paléolongitude absolue ne peut pas être déterminée dans les reconstructions basées sur le paléomagnétisme. Cependant, les longitudes relatives de différents blocs crustaux peuvent être définies à l'aide d'autres types de données géologiques et géophysiques qui contraindront les mouvements relatifs des plaques tectoniques, notamment les historiques d'expansion du fond océanique enregistrée par les anomalies magnétiques, la concordance des marges continentales, ainsi que les données paléontologiques.

#### Dérives polaires apparentes
Des pôles d'âges différents sur un même continent, une plaque lithosphérique ou tout autre bloc tectonique peuvent être utilisés pour reconstruire une trajectoire de dérive polaire apparente (en) (Apparent Polar Wander Path ou APWP). Si les trajectoires de terrains adjacents sont identiques, cela signifie qu'il n'y a eu aucun mouvement relatif entre eux pendant la période couverte par la trajectoire. En revanche, la divergence des trajectoires de l'APWP indique que les terrains en question ont bougé de manière indépendante dans le passé, le point de divergence marquant le moment où ils se sont séparés. Des APWP combinés ou synthétiques peuvent être construits en faisant pivoter les pôles paléomagnétiques de différentes plaques dans le cadre de référence fixé sur une seule plaque, en utilisant des estimations des mouvements relatifs des plaques. Pour les époques postérieures à l'assemblage de la Pangée (il y a environ 320 millions d'années), les dérives polaires apparentes synthétiques sont souvent construites dans le cadre de référence fixé à la plaque africaine car l'Afrique occupait une position centrale dans la configuration du supercontinent dont le morcellement a débuté au début du Jurassique, il y a environ 180 millions d'années.

#### Contraintes de longitude
La dérive polaire apparente d'une seule plaque lithosphérique reflète à la fois son mouvement par rapport au pôle géographique (changements de latitude) et les variations de son orientation par rapport aux paléoméridiens. Les longitudes des reconstructions paléogéographiques basées sur les APWP présentent une certaine incertitude. Cependant, il a été avancé que cette incertitude peut être réduite en sélectionnant une plaque de référence supposée avoir le moins de déplacement longitudinal selon la théorie de la tectonique des plaques. En reliant ensuite les reconstructions des autres plaques à cette plaque de référence à l'aide des estimations du mouvement relatif des plaques, on peut minimiser cette incertitude. Par exemple, des recherches ont montré que si l'on suppose un mouvement longitudinal significatif de l'Afrique depuis l'époque de l'assemblage de la Pangée, cela conduit à un scénario cohérent de tectonique des plaques où aucun mouvement important et cohérent est-ouest de la lithosphère continentale n'est observé dans les reconstructions paléogéographiques.
Les enregistrements des APWP peuvent être interprétés comme une combinaison de deux sources de mouvement des plaques : premièrement, le déplacement des plaques lithosphériques par rapport au manteau terrestre, et deuxièmement, le mouvement de l'ensemble de la Terre solide (comprenant le manteau et la lithosphère) par rapport à l'axe de rotation du manteau terrestre. La seconde composante est souvent appelée dérive polaire vraie (en) (True Polar Wander ou TPW) et, sur les échelles de temps géologiques, résulte d'une redistribution progressive des hétérogénéités de masse causée par les mouvements convectifs dans le manteau terrestre. En comparant les reconstitutions des plaques basées sur le paléomagnétisme avec les reconstructions dans le cadre de référence du manteau défini par les points chauds pour les 120 derniers millions d'années, les mouvements de la TPW peuvent être estimés. Cela permet de relier les reconstructions paléogéographiques au manteau et donc de les contraindre en termes de paléolongitude,. Pour les périodes antérieures du Mésozoïque et du Paléozoïque, les estimations de la TPW peuvent être obtenues grâce à l'analyse des rotations cohérentes de la lithosphère continentale ce qui permet d'établir un lien entre la paléogéographie reconstruite et les structures à grande échelle du manteau inférieur, couramment appelées superpanaches. Il a été suggéré que les superpanaches sont restées stables au cours des 300 derniers millions d'années, voire plus longtemps, et que les marges de ceux-ci ont servi de zones de génération pour les panaches du manteau responsables des éruptions des provinces magmatiques et de la formation des kimberlites,. En corrélant les emplacements reconstitués de ces provinces magmatiques et des kimberlites avec les marges des superpanaches, à l'aide des rotations estimées de la TPW, il est possible de développer un modèle auto-cohérent pour les mouvements des plaques par rapport au manteau, ainsi que pour les changements correspondants de paléogéographie contraints en longitude pour tout le Phanérozoïque. Cependant, l'origine et la stabilité à long terme des superpanaches font encore l'objet d'un débat scientifique en cours,.

#### Paramétrages géométriques des tracés de dérive polaire apparente
Les pôles d'Euler paléomagnétiques dérivés en géométrisant les trajectoires de dérive polaire apparente (Apparent Polar Wander Paths ou APWP) permettent potentiellement de contraindre les paléolongitudes à partir de données paléomagnétiques. Cette méthode pourrait étendre les reconstructions des mouvements absolus des plaques très loin dans les temps géologiques tant qu'il existe des APWP fiables.

### Trajectoires de points chauds

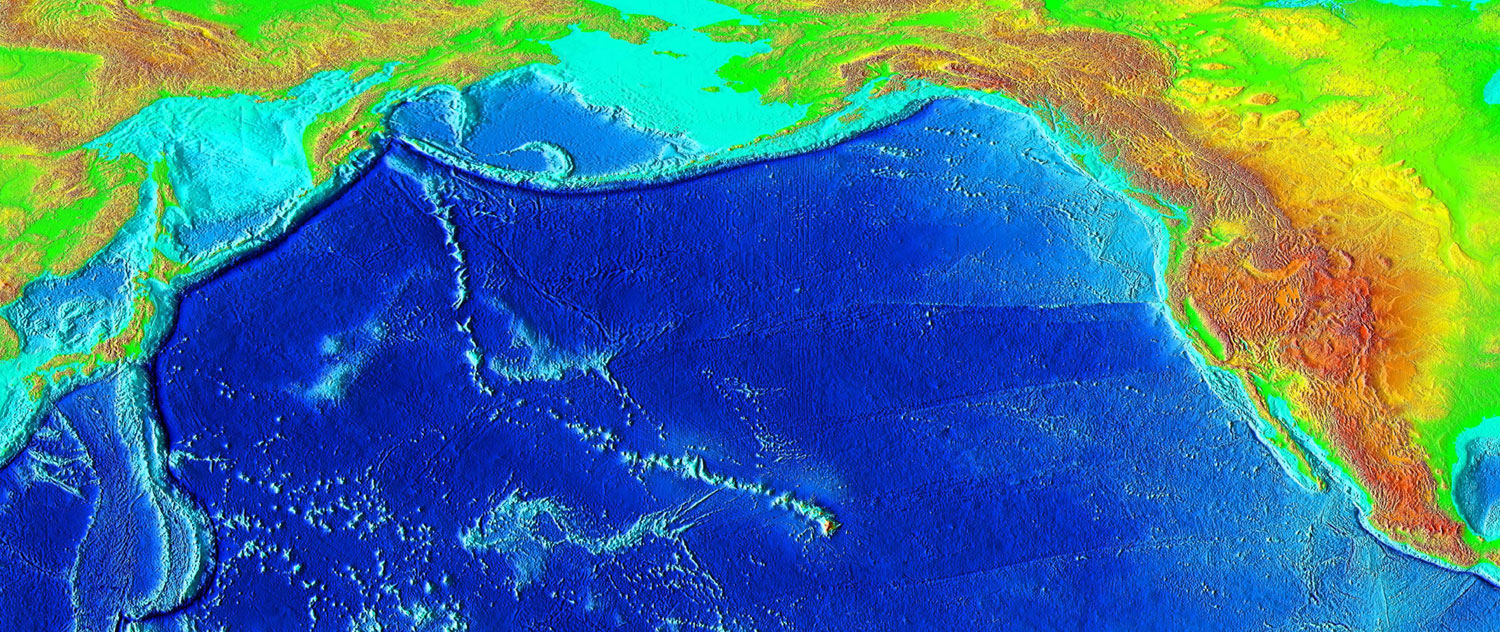
La chaîne de monts sous-marins Hawaï-Empereur

La présence de chaînes d'îles volcaniques et de monts sous-marins, interprétés comme résultant du volcanisme de points chauds fixes, permet de reconstituer les déplacements de la plaque sur laquelle ils reposent, en suivant la chaîne de ces monts sous-marins à rebours vers le point chaud qui les a créé. Cette méthode peut être utilisée dès le Crétacé inférieur, correspondant à l'âge des plus anciennes preuves d'activité de point chaud. Elle offre une reconstruction absolue à la fois de la latitude et de la longitude. Cependant, avant 90 millions d'années, des preuves de mouvements relatifs entre les groupes de points chauds sont observées, c'est-à-dire que certains points chauds peuvent se déplacer par rapport aux autres.

### Position des plaques englouties
Lorsque les plaques océaniques subductées atteignent le manteau inférieur, il est supposé qu'elles continuent de s'enfoncer de manière presque verticale. En utilisant la tomographie par ondes sismiques pour détecter les morceaux de plaques disparues dans le manteau inférieur, cette hypothèse peut être exploitée pour  reconstituer des positions de plaques dès le Permien.

## Autres preuves des configurations de plaques passées
Certaines reconstructions de plaques reposent sur d'autres preuves géologiques, telles que la répartition des types de roches sédimentaires, la position des ceintures orogéniques, et les provinces fauniques (zoogéographie) révélées par des fossiles spécifiques. Ces méthodes de reconstruction sont semi-quantitatives.

### Types de roches sédimentaires
Certains types de roches sédimentaires sont limités à certaines ceintures latitudinales. Les dépôts glaciaires, par exemple, sont généralement confinés aux hautes latitudes, tandis que les évaporites se forment généralement sous les tropiques.

### Provinces fauniques

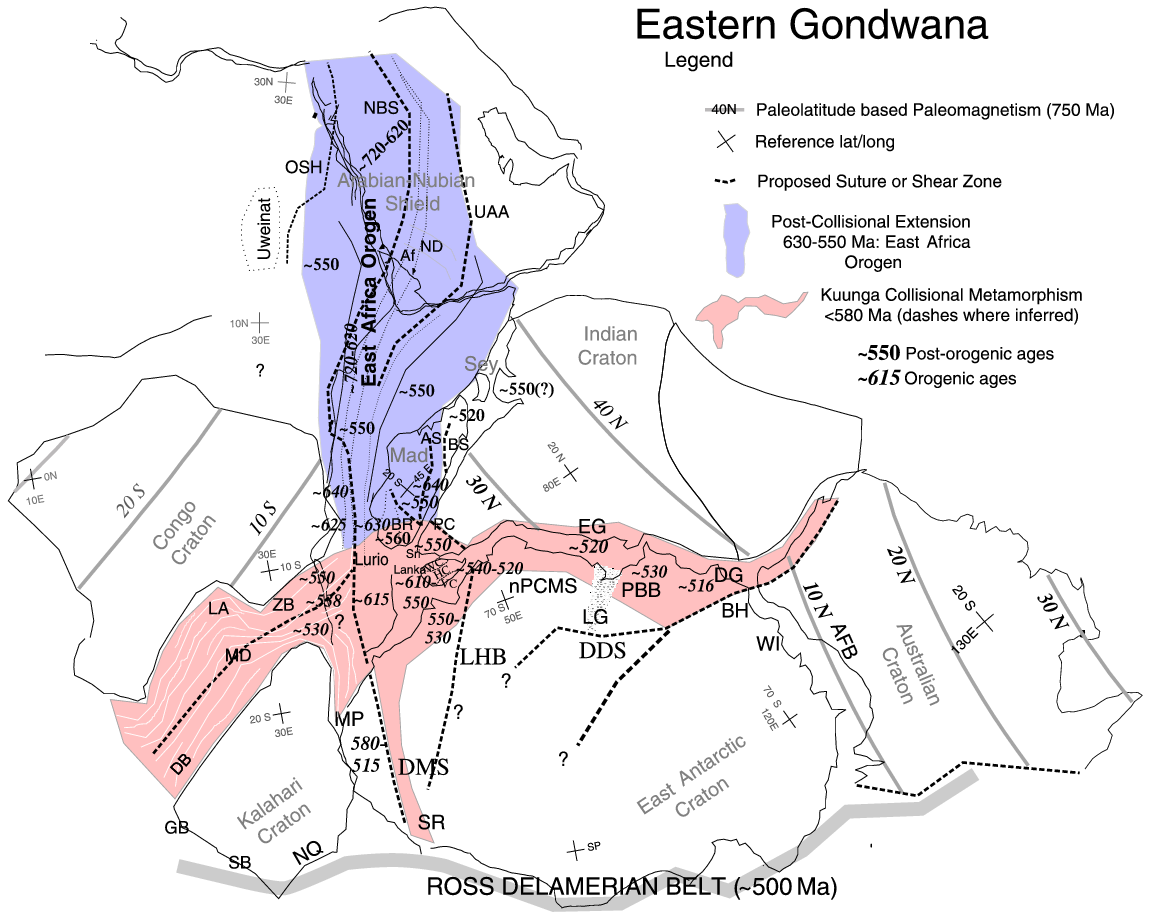
Reconstitution du Gondwana montrant la position de deux ceintures orogéniques.

Les océans qui séparent les continents agissent comme des barrières à la migration des plantes et des animaux. Les zones ainsi isolées ont tendance à développer leur propre faune et flore distinctes. Cela est particulièrement observé chez les espèces terrestres, mais également chez les espèces marines peu profondes telles que les trilobites et les brachiopodes, bien que leurs larves planctoniques leur permettent de se disperser sur de petites zones d'eau profonde. Lorsque les océans se réduisent avant une collision continentale, les faunes commencent à se mélanger à nouveau, fournissant des preuves qui soutiennent le processus de fermeture et sa datation.

### Ceintures orogéniques
Lorsqu'un supercontinent se scinde en plusieurs plaques, les structures géologiques linéaires préexistantes telles que des ceintures orogéniques se retrouvent morcelées et embarquées sur différentes plaques indépendantes. Une reconstruction réassemblant correctement les ceintures orogéniques du même âge de formation fournit un argument supplémentaire à la validité de la reconstitution.